# GVV Unitas
Pour les articles homonymes, voir GVV.
Maillots
Dernière mise à jour : 3 décembre 2012.
Le GVV Unitas (où GVV signifie Gorinchemse Voetbalvereniging) est un club hollandais de football basé à Gorinchem, dans la province de Hollande-Méridionale. Il est fondé le 19 avril 1898.

## Histoire
Le club est fondé le 19 avril 1898 et il dispute 7 saisons en Eerste Klasse Noord durant les années 1920. Le football néerlandais est sous statut amateur de son apparition à la fin du XIXe siècle jusqu'en 1954 et la Eerste Klasse constitue le plus haut échelon hiérarchique durant cette période, le GVV Unitas se trouvant dans le groupe Nord.
Depuis 1954, le club ne joue jamais dans l'une des 3 divisions professionnelles qu'a pu compter le pays. 
Lors de la saison 2012-2013, le GVV possède une équipe pour le championnat du samedi et pour celui du dimanche. L'équipe du samedi évolue en zaterdag Zuid I - 3e klass C, soit le « Championnat du samedi, district Sud I - septième division, groupe C ». L'équipe du dimanche évolue à l'échelon supérieur en zondag West II - 2e klass D, soit le « Championnat du dimanche, district Ouest II - sixième division, groupe D ».

## Palmarès
Le club n'a remporté aucun titre national au cours de son histoire.

## Bilan saison par saison
| Saison         | Div.                     | Class. | M.J. | Vic. | Nuls | Déf. | B.P. | B.C. | D.B. | Coupe des Pays-Bas |
| Statut amateur |                          |        |      |      |      |      |      |      |      |                    |
| 1920-1921      | Eerste Klasse Noord (D1) | 9e     | 18   | 3    | 4    | 11   | 14   | 48   | -34  |                    |
| 1921-1922      | Eerste Klasse Noord (D1) | 10e    | 18   | 0    | 3    | 15   | 10   | 68   | -58  |                    |
| 1924-1925      | Eerste Klasse Noord (D1) | 8e     | 18   | 4    | 6    | 8    | 23   | 44   | -21  |                    |
| 1925-1926      | Eerste Klasse Noord (D1) | 4e     | 18   | 6    | 4    | 8    | 29   | 51   | -22  |                    |
| 1926-1927      | Eerste Klasse Noord (D1) | 9e     | 18   | 6    | 0    | 12   | 30   | 52   | -22  |                    |
| 1927-1928      | Eerste Klasse Noord (D1) | 9e     | 18   | 6    | 2    | 10   | 35   | 52   | -17  |                    |
| 1928-1929      | Eerste Klasse Noord (D1) | 10e    | 18   | 4    | 2    | 12   | 31   | 67   | -36  |                    |

## Anciens joueurs
Le GVV Unitas possède un joueur qui est sélectionné en équipe des Pays-Bas durant son parcours dans le club. Il s'agit de l'attaquant Frank Wels qui y évolue entre 1930 et 1939 et qui y honore l'ensemble de ses 36 sélections. Il est notamment titulaire lors des matchs des Coupes du monde 1934 et 1938.